# 디저트 스푼

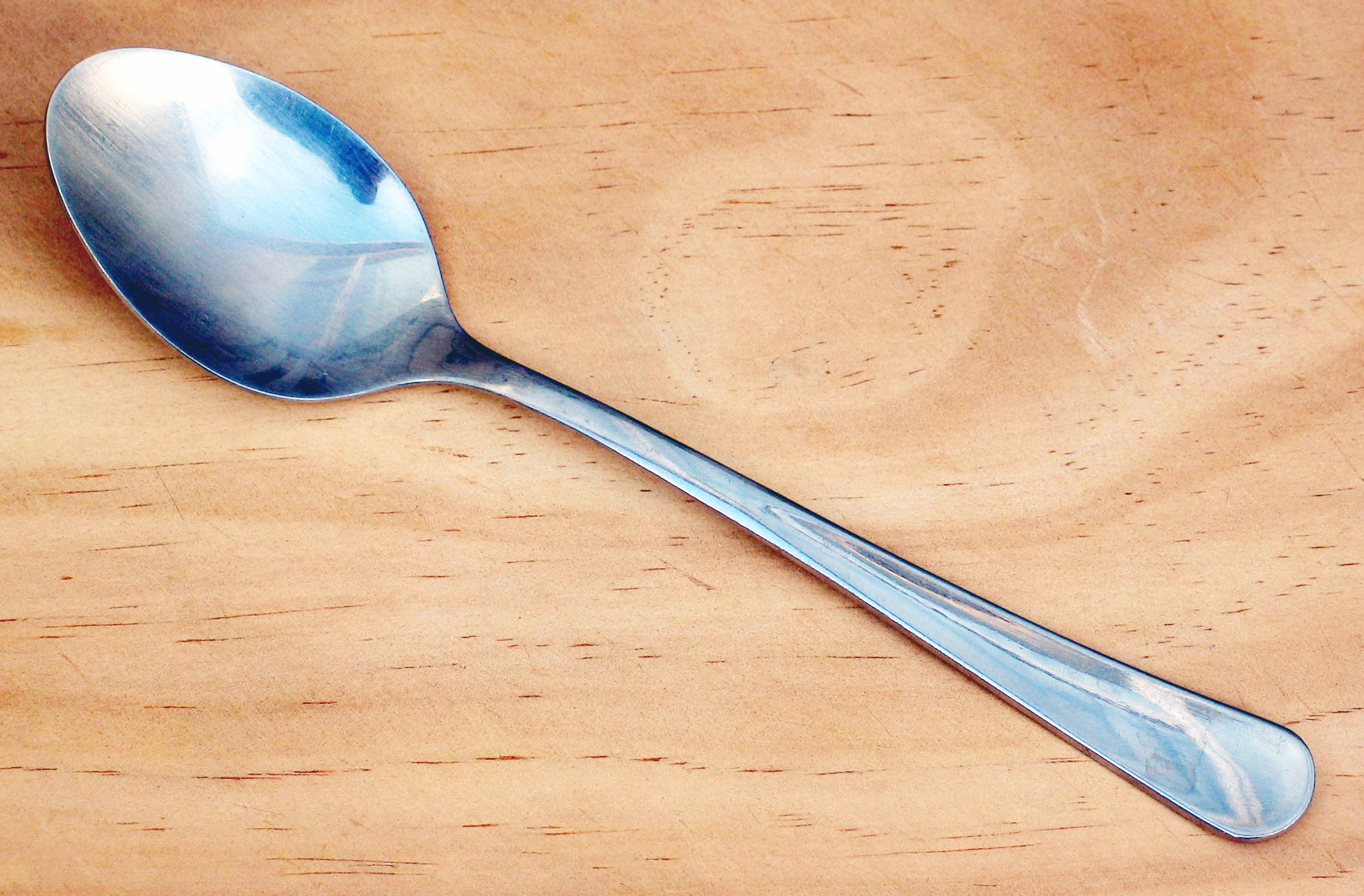
디저트 스푼

디저트 스푼(영어: dessert spoon)은 디저트를 먹을 목적으로 특화 디자인된 숟가락이다. 수프와 시리얼을 먹는 데 사용되는 경우도 있다. 크기는 수프 스푼과 비슷하지만, 모양은 원형보다 타원형에 가깝다. 보통 찻숟가락의 약 2배의 양을 가진다. dstspn.으로 약칭할 수 있다.
디저트 스푼의 이용 빈도는 지역에 따라 크게 다르다. 일부 지역에서는 매우 일반적으로 사용되고 있지만, 또 다른 지역에서는 거의 사용하지 않고, 디저트 포크와 스푼으로 먹는 곳도 있다.
전통적인 테이블 세팅은 디저트 스푼은 다른 칼과 떼어 접시로 두거나, 디저트와 함께 옮겨져 온다.

## 같이 보기
- 식품 계량
- 찻숟가락
- 테이블스푼